# Barras bravas en México

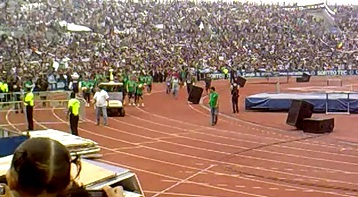
Barra de La Adicción de Monterrey durante entrenamiento.

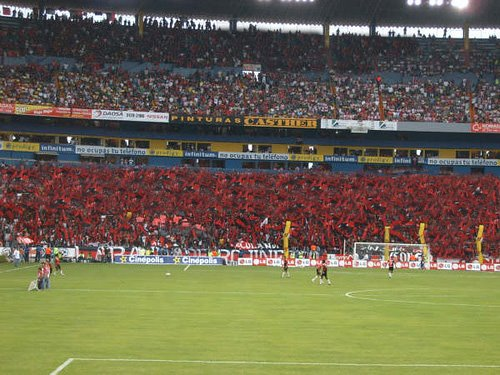
Barra 51. La zona norte de Atlas.

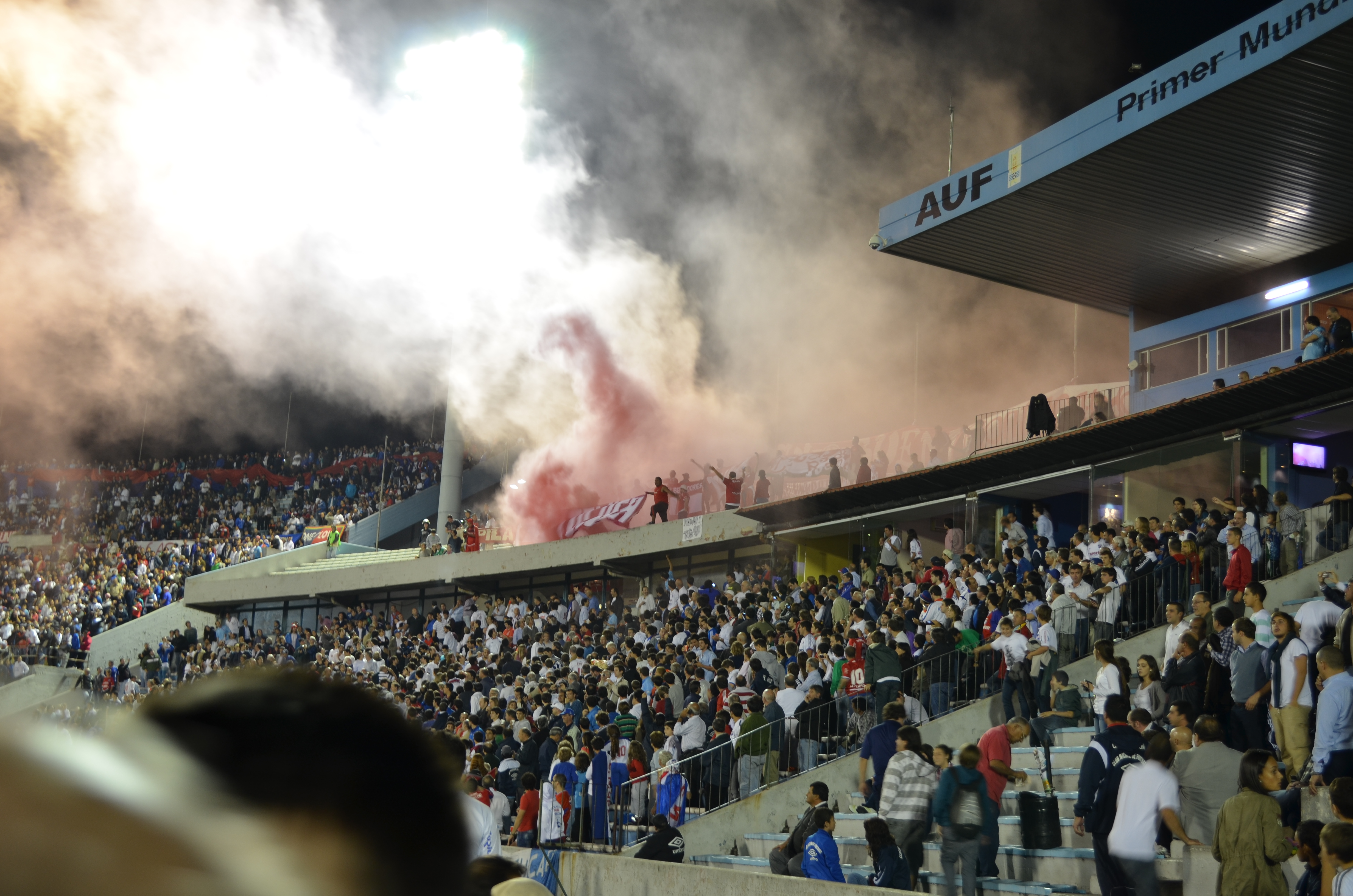
Barra Perra Brava y Banda del Rojo de Toluca en el Estadio Centenario de Uruguay, en el encuentro ante Nacional por la Copa Libertadores 2013.

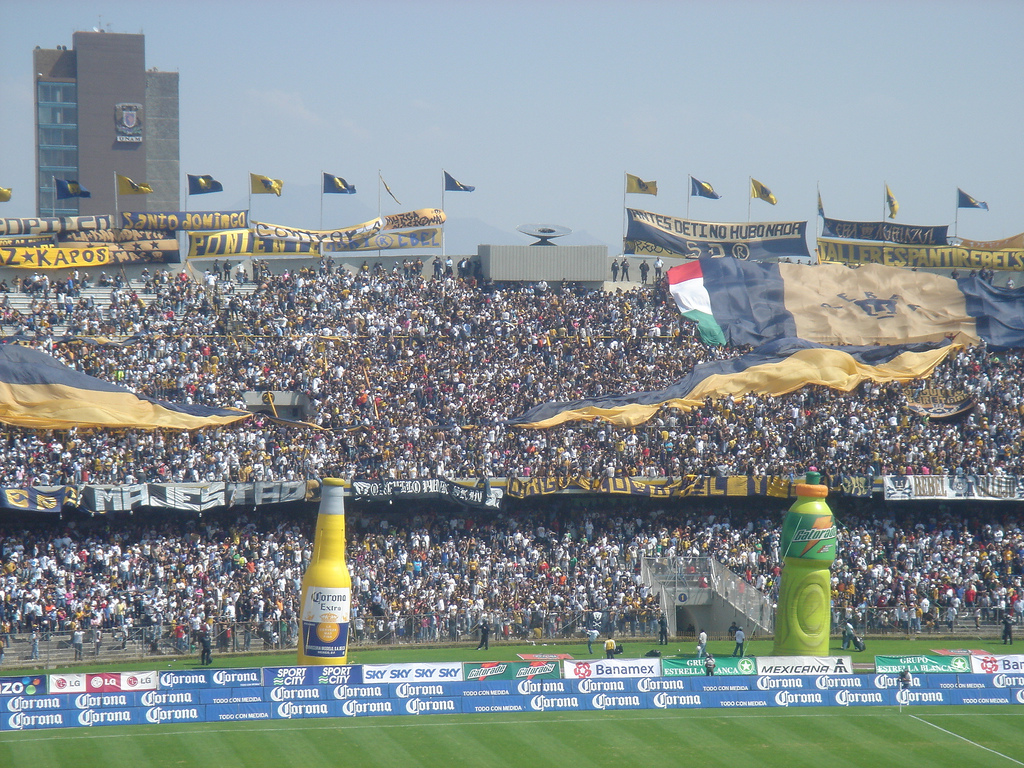
La Rebel de Pumas.

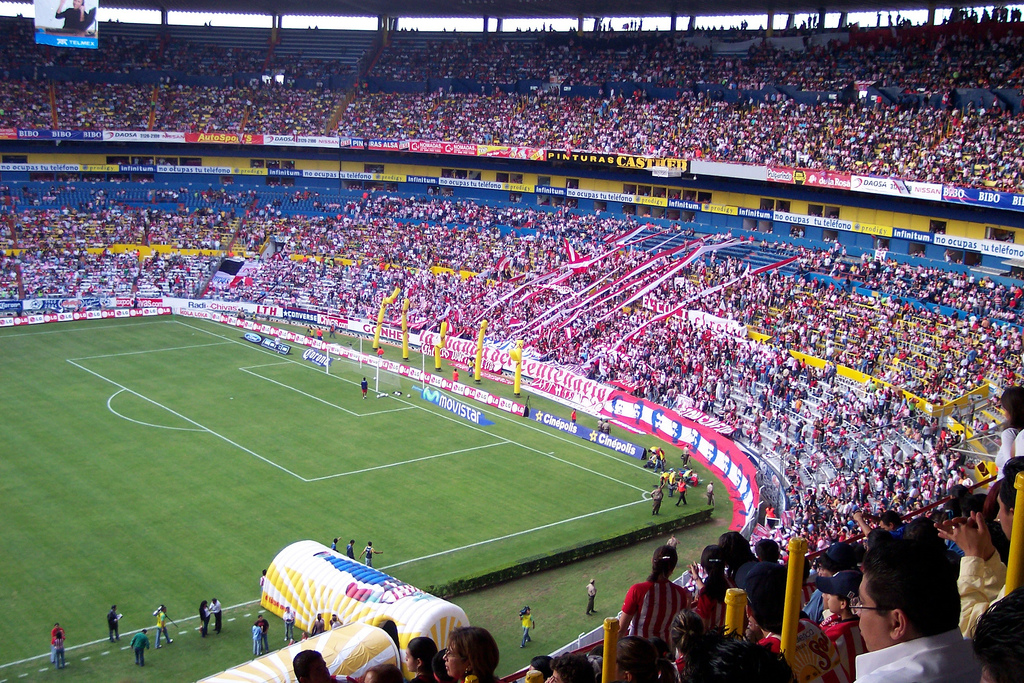
La Irreverente de Chivas.

En el fútbol latinoamericano, el término "barra brava" se refiere a grupos organizados de aficionados extremadamente apasionados y a veces violentos. Estas barras bravas han estado involucradas en comportamientos problemáticos, como peleas, vandalismo y otros actos violentos, dentro y fuera de los estadios. Aunque no todos los miembros de las barras bravas participan en actividades delictivas, la presencia de estas dinámicas en algunos grupos ha llevado a preocupaciones sobre la seguridad en eventos deportivos.

## Historia
Los hooligans, precursores de la violencia en el fútbol
Inglaterra vio nacer el fenómeno de la violencia organizada en el fútbol con la aparición de los hooligans. Estos grupos aún están presentes en Europa bajo distintos nombres (ultras en España, tiffosi en Italia).
Evolución y actualidad
Si bien el hooliganismo sigue latente, las últimas décadas han visto un cambio en las formas de la violencia en el fútbol. Las peleas entre aficionados han dado paso a enfrentamientos más organizados y a la infiltración de grupos extremistas.
Un problema global
La violencia en el fútbol no conoce fronteras. Países de todo el mundo han experimentado este flagelo, que mancha la imagen del deporte y pone en riesgo la seguridad de los aficionados.
Lucha por la erradicación
Erradicar la violencia del fútbol es un desafío global que requiere un esfuerzo conjunto de autoridades, clubes, jugadores y aficionados. Solo mediante la educación, la prevención y el castigo a los responsables se podrá lograr un ambiente seguro y pacífico en los estadios.

### Definición de una barra brava
El concepto de hinchada se refiere a cantidades de personas que se reúnen en los estadios para "apoyar" a su equipo, comúnmente en regiones como el continente europeo y Latinoamérica. Con rasgos muy característicos, como el uso de "trapos" (carteles de tela), banderines relacionados con los colores de su club, así como con la entonación de cánticos que suelen ser ofensivas y/o provocativas hacia los equipos y barras rivales.
Un rasgo muy característico en América Latina, es la concepción de barra brava o "hincha", originarios inicialmente del Cono Sur, específicamente de Argentina, las cuales se han diferenciado de su contraparte europea por no tener un pensamiento homogéneo, por su neutralidad o secularismo hacia una simpatía política en específico, coexistiendo integrantes con diversas ideas políticas o creencias religiosas, uniéndolos solo el "amor incondicional" a su equipo, así como el uso de instrumentos musicales, que van de trompetas, tambores hasta platillos y cornetas. Dado  estas diferencias, los hinchas han denominado a los aficionados europeos como "Ultras". Comúnmente, estas organizaciones están asociadas a la violencia y actividades delictivas.

### El apoyo a los equipos en México antes de las barras bravas
En México el fútbol adquirió una identidad única, pues se mezcló con un sentimiento regionalista, que es donde nacerían las más grandes rivalidades dentro del deporte de ese país.
Pese a esto, la cultura de apoyo se encuentra vigente desde la existencia del fútbol americano colegial en la década de los 50, donde se recurrieron a las célebres "porras", un ejemplo claro es el llamado Clásico universitario, rivalidad entre las dos máximas casas de estudio, el Instituto Politécnico Nacional (I.P.N) y la Universidad Nacional Autónoma de México (U.N.A.M), en estos partidos se reunían los estudiantes y apasionados al deporte, que vestían los colores de su institución, entonando el "Huélum", vistiendo guinda y blanco los del "Poli", mientras los de la UNAM, entonando el Goya, vistiendo azul marino y dorado se suman a la porra, composición rítmica a veces poética, dedicada a mostrar respaldo a los conjuntos amados, así como para apaciguar el apoyo del contrario o "rival".
Las porras serían cubiertas en diferentes películas de la época, destacando Tirando a Gol, donde Lola Beltrán y David Reynoso interpretan a miembros de las porras del Club Guadalajara y el Club América respectivamente, que tienen una relación singular pues se aman pese al odio que irradian sus equipos, especialmente cuando sus hijos juegan en los equipos contrarios.
Durante mucho tiempo en México, el apoyo solo se limitaba a animar a los equipos y hubo episodios aislados de violencia e incluso un evento trágico relacionado con el sobrecupo en una final entre el Club América y Club Universidad Nacional en 1985, que no tuvo que ver con la violencia de los aficionados.
Debido a la inexistencia o poca influencia de actividades ilícitas en el fútbol mexicano, así como de hechos trágicos y la actual conservación del "romanticismo futbolero" por parte de los integrantes, las porras del fútbol carecían de esa relación con las barras bravas y se apoyaba al equipo solo en los días del partido o algún evento especial.
En el ámbito futbolístico, estaban presentes el típico "Chiquitibum" y la "Ola", característico de los mexicanos como uso deportivo.

## El origen de las barras bravas en México
Las barras bravas mexicanas tienen su origen en 1967, teniendo como el primer registro de estas a la porra “Tito Tepito”, correspondiente al equipo Potros de Hierro del Atlante.
En México se explota el concepto de barra brava a finales de los 90 con el surgimiento de la "Barra Ultra Tuza" en 1996 del equipo Pachuca. En el mismo año, el equipo de Pachuca contrató a cuatro directores de barras, siendo estos Jorge Díaz Paredes y Eduardo González, provenientes de la barra del club Universidad Católica de Chile, y Federico Pérez y Álex Fernández del club Saprissa de Costa Rica. La intención original buscaba brindar apoyo durante la primera mitad del juego, esto por medio cantos y de forma pacífica. Para esto se convocó en escuelas y preparatorias a jóvenes que estuvieran interesados El concepto surgió tiempo antes, tras la derrota del Pachuca contra el Atlético Celaya en duelo por el Ascenso a la Primera División. 
El director deportivo del club en ese entonces, el argentino Andrés Fassi, decidió crear una barra brava para el Pachuca tras el éxito que tenía la barra creada para el conjunto costarricense Saprissa y, con la ayuda de gente experta en el tema, proveniente de Sudamérica, creó al grupo de animación que debutaría en un partido de la Copa México contra el América.
Con el paso del tiempo, otros clubes comenzarían a adoptar a las Barras Bravas, siendo los Pumas y el Club Atlas los siguientes en hacerlo y de ahí, casi todos los clubes adoptaron una barra brava. 
El único club en la época que no adoptó una Barra Brava fueron los Tecos de la Universidad Autónoma de Guadalajara, quienes decidieron apoyar a una porra hecha con los estudiantes de la propia universidad basada en los reglamentos internos de la propia institución que, aunque compartían algunos elementos con las Barras Bravas, estaban limitados a solo apoyar al equipo y no a hacer cánticos contra el rival de enfrente.

## "Rituales" de las barras bravas
Los rituales de las barras se dan por acciones que se repiten continuamente y se vuelven hábitos. Estos se dan antes y durante el partido que disputa el equipo que los aficionados apoyan y de esta manera reafirman su simpatía y sentido de pertenencia en la tribuna de su equipo. Estos rituales suelen ser muy similares en todas las barras de Latinoamérica.
Los barra brava siempre portan los símbolos de su club e incluso llegan a tatuar sus pieles con estos símbolos.
En la previa del partido es común que se junten para llegar en grupo al partido, es cotidiano ver unidades de transporte público tomadas por dichos aficionados para llegar en grupo al estadio. Dichas unidades llevan banderas del equipo por las ventanas o los colores del equipo. 
Una vez en el estadio, se juntan en la puerta de ingreso que los lleva a la parte designada para el grupo de animación o barra brava. Dentro del estadio se ondean banderas, se ven los “trapos” y se entonan canciones acompañadas por los instrumentos que trae la propia barra. Dichas canciones pueden ser en apoyo a su equipo o con el fin de burlarse de un equipo rival. 

## Comportamiento e Incidentes
Al inicio, las barras en el país fueron conocidas por un comportamiento más hermético y relativamente pasivo. 
En México los barra brava, en algunos casos, se han caracterizado por estar vinculados más bien a pandillas, el uso frecuente de drogas o delincuentes comunes. En similitud con otros países que sufrieron de esta diáspora en los años 80 y 90, como Chile, Colombia, Ecuador, Bolivia, Paraguay o Perú, no suelen tener poderío dentro de la institución, principalmente debido al poderío económico de muchos de sus dueños, lo cual ha facilitado la imposición de medidas más estrictas frente a ellas. 
En México, son extrañas las muestras de violencia extrema, como asesinatos o incidentes relacionados con el uso de armas de fuego, y los roces entre barras generalmente se dan durante los denominados clásicos. Sin embargo, los conflictos han sido comunes dentro y fuera del estadio, principalmente durante el final de la década de los 90 y 2000, cuando estas gozaban de mayor libertad.
El control de los Barra Bravas en México se debe principalmente a los esfuerzos de las instituciones en prohibir el ingreso de objetos como armas blancas y de fuego, palos o cinturones al estadio por parte de los barristas. Sin embargo, en tiempos recientes, las barras han comenzado a mostrar un semblante cada vez más violento y han generado diferentes incidentes que han puesto en cuestión la forma en que los clubes manejan a las barras bravas.
Aunque los roces entre aficionados son comunes, los más recientes y destacados que provocaron la imposición de castigos, vetos y detenciones han sido la invasión a la cancha de miembros de la "La Sangre Azul" tras la eliminación frente al Toluca, el enfrentamiento a balazos y pedradas entre "La Barra 51" del Atlas y "La Adicción" de Monterrey tras la eliminación de Atlas, el enfrentamiento entre barristas del Guadalajara y policías, donde varios elementos resultaron gravemente heridos, ambos en el Apertura 2014, la invasión de la "La Sangre Azul" a las instalaciones de La Noria, pertenecientes a Cruz Azul, el enfrentamiento entre barristas de "La Rebel", del Club Universidad Nacional y "La Monumental" del Club América en el Zócalo de la Ciudad de México previo al Clásico capitalino y la invasión y enfrentamiento de la "Barra 51" con policías durante el Clásico Tapatío en la Liguilla del Clausura 2015. Enfrentamiento de la Guardia Roja de Tiburones Rojos de Veracruz y los Libres y Lokos de los Tigres UANL en el Estadio Luis Pirata Fuente en el Clausura 2017. Peleas afuera del Estadio Luis Pirata Fuente entre miembros de la Guardia Roja de los Tiburones Rojos de Veracruz y aficionados del Club América y Atlas Fútbol Club, donde ambos equipos se peleaban el descenso en 2018. Mismo año, peleas internas en las barras de atlas .
En los últimos años, han crecido los niveles de violencia. Quizás el incidente más demarcado es la pelea que tuvo lugar entre la "Barra 51", organización leal al Atlas de Guadalajara, y la "Resistencia Albiazul" del Querétaro durante  un partido de jornada regular del Torneo Bicentenario 2010. La policía local intervino enérgicamente, con varios detenidos y heridos como saldo.

 Esto generó una rivalidad entre ambos equipos que los ha llevado a tener varias confrontaciones cada vez que los dos clubes se enfrentan en partidos de la Liga MX, y terminó desembocando en una pelea masiva en el Estadio La Corregidora, el 5 de marzo del 2022. Los miembros de la Resistencia Albiazul comenzaron a provocar a los miembros de la Barra 51 y a aficionados del club visitante desde antes del comienzo del partido y terminaron desatando un ataque sin cuartel a los barra brava de Querétaro y contra cualquiera que portara la playera del club visitante, provocando que los aficionados invadieran la cancha huyendo de la violencia y suspendiendo el partido. Dicho ataque ha dejado, según fuentes oficiales, 27 fallecidos. Las autoridades, pese a la abundancia de evidencias, no detuvieron a barristas de ninguno de los equipos.

## Medidas Judiciales
En 1990, la Confederación de Fútbol Asociación de Norte Centro América y el Caribe (CONCACAF), mediante la Federación Mexicana de Fútbol (FEMEXFUT), pidió a los equipos de la entonces Primera División de México  aumentar sus medidas de seguridad, como la colocación de bardas de aluminio y malla para evitar incidentes como la infiltración de aficionados o el arrojo de objetos como vasos o botellas hacia los jugadores.
En 2007, la FEMEXFUT decretó una prohibición para el uso de los "trapos" o carteles por parte de miembros de las "barras", alegando los distintos hechos de violencia entre las agrupaciones que se envuelven en peleas para el robo de estos objetos como símbolo de superioridad y que podría poner en peligro la integridad de los jugadores y asistentes a los estadios, amenazando con multas y suspensiones a los equipos que no establezcan un patrón de seguridad que permita la detección de estos objetos.
En 2011, se registró una balacera a las afueras del Territorio Santos Modelo, inmueble del equipo de Santos Laguna, mientras se disputaba un partido de temporada regular ante Monarcas Morelia, por lo que inmediatamente el Arbitraje suspendió el partido y se les permitió a los aficionados ingresar a la cancha para cubrirse por posibles "balas perdidas". En el marco del suceso, la Federación dio la orden a los equipos de retirar el bardado alrededor de sus estadios, solo dejándolo en los espacios reservados a las barras bravas. Tal balacera es considerada como una de las mayores tragedias del fútbol mexicano y del marco deportivo en el proceso de la llamada Guerra contra el narcotráfico en México.
En el 2022, tras los incidentes de la Tragedia del Estadio Corregidora, en el torneo Grita por la Paz Clausura 2022 fue suspendida el resto de la jornada 9 tanto como en Liga MX y Liga de Expansión MX y se tomó como medida cautelar que las Barras Bravas no podrían viajar a apoyar a su equipo como visitantes.

## Seguridad en los estadios
Debido a que la Liga MX es una competencia regulada por la FIFA (Federación Internacional de Fútbol Asociación), los inmuebles deben seguir su reglamento, el Reglamento de Seguridad para los Partidos Oficiales, el Reglamento General de Competencia y  el Manual “Estadio Seguro”. El manual de “Estadio Seguro”, fue una propuesta del gobierno de la Ciudad de México en 2015. En este se estipulan en qué lugar del estadio se deben  ubicar las barras, que tiene que haber un refuerzo de unidades de policía en las salidas, las entradas y en el perímetro, y la cantidad de elementos de seguridad que serán requeridos en cada partido. Según el partido que se juegue la seguridad será diferente esto depende del nivel de riesgo que represente.
Tras la tragedia ocurrida en el estadio La Corregidora en 2022, la Liga Mx en conjunto con la Federación Mexicana de Fútbol (FMF) implementó nuevas medidas de seguridad, con el fin de que tales hechos no volvieran a ocurrir. Dichas medidas las tuvieron que implementar todos los equipos en sus respectivos estadios. La primera de dichas medidas fue la creación de la Dirección de Seguridad e Inteligencia, esta se encargó de implementar un sistema de reconocimiento facial que es actualmente requerido para ingresar al estadio, y es conocido como Fan ID. La segunda de las medidas fue pedir a los equipos que identifiquen a los miembros de las “barras bravas”, y en caso de que integrantes de las antes mencionadas barras participen en actos violentos, se les vetará de por vida del estadio. También se les prohibió a los equipos brindarles cualquier tipo de apoyo o patrocinio a las barras, y en caso de que esto sucediera, el equipo será vetado. Como última medida, se prohibió la entrada de barras visitantes, con el fin de evitar más altercados.

## Principales Grupos Activos en México
| Nombre de la Barra                   | Antigüedad | Lealtad |
| ------------------------------------ | ---------- | --- |
| Los de Arriba                        | 2002       | León |
| La Monumental 16                     | 1999       | América |
| Ritual del kaoz                      | 1999       | América |
| Comando Rojiblanco                   | 1999       | Necaxa |
| Tito Tepito                          | 1983       | Atlante |
| Barra 51 La zona norte               | 1998       | Atlas |
| El Kartel                            | 2002       | Cobras de Ciudad Juárez (2002-2003), Indios Juárez (2005-2011) y Fútbol Club Juárez (2015-presente)                                                                         |
| La Sangre Azul                       | 2001       | Cruz Azul |
| La Irreverente                       | 1999       | Guadalajara |
| Escuadrón Aurinegro                  | 2003       | Dorados |
| Los Hijos de la Mermelada            | 1998       | Irapuato |
| La Adicción                          | 1998       | Monterrey |
| La Rabia                             | 2016       | Murciélagos |
| La Locura 81                         | 2001       | Atlético Morelia |
| La Sobredosis Albirroja              | 2002       | Necaxa |
| Ultra Tuza                           | 1996       | Pachuca |
| Malkriados                           | 2002       | Puebla |
| Legión Dragón                        | 2005       | Puebla |
| Frente Blankyazul (barras unidas)    | 2009       | Puebla |
| La Rebel                             | 1998       | Pumas UNAM |
| Resistencia Albiazul                 | 2002       | Querétaro |
| La Guerrilla                         | 1998       | Real San Luís (1998-2002), Club San Luis (2003-2013) y Atlético San Luis (2013-presente)                                                                                    |
| Libres y Lokos                       | 1998       | Tigres UANL |
| La Masakr3                           | 1998       | Chivas Tijuana (1998-1999), Nacional Tijuana (2000-2002), Trotamundos de Tijuana (2004), Gallos de Tijuana (2005), Dorados de Tijuana (2006) y Club Tijuana (2007-presente) |
| Perra Brava                          | 1986       | Deportivo Toluca F.C. |
| La Komún                             | 2001       | Santos Laguna |
| La Garra Negra                       | 2009       | Leones Negros U de G |
| La H Terrorizer                      | 2001       | Tampico-Madero |
| La Ultrasol                          | 2004       | Mérida FC (2004-2015) y Venados Fútbol Club (2015-presente) |
| Frente Sur 25                        | 2007       | Chiapas FC |
| La Mafia de Chiapas                  | 2019       | Cafetaleros de Chiapas |
| Los Hijos Del Kraken "Porra Oficial" | 2020       | Mazatlán FC |
| La Banda del Pacífico                | 2020       | Mazatlán FC |
| La Demencia                          | 1995       | Celaya |
| Torcida Morada                       | 2024       | Racing de Veracruz |
| La Octava Guardia                    | 2024       | Racing de Veracruz |
| LA División del Norte                | 2004       | Mineros de Zacatecas |